# What Cha’ Gonna Do for Me
What Cha’ Gonna Do for Me — третий сольный студийный альбом американской певицы Чаки Хан, выпущенный 15 апреля 1981 года на лейбле Warner Bros. Records. Продюсером альбома выступил Ариф Мардин.
За запись альбома певица получила номинацию на премию «Грэмми» в категории «Лучшее женское вокальное исполнение в стиле ритм-н-блюз».

## Список композиций
| №  | Название                    | Автор(ы)                                                         | Длительность |
| -- | --------------------------- | ---------------------------------------------------------------- | ------------ |
| 1. | «We Can Work It Out»        | Джон Леннон, Пол Маккартни                                       | 3:43         |
| 2. | «What Cha’ Gonna Do for Me» | Нед Доэни, Хэмиш Стюарт                                          | 3:54         |
| 3. | «I Know You, I Live You»    | Чака Хан, Ариф Мардин                                            | 4:29         |
| 4. | «Any Old Sunday»            | Энди Фрэйзер, Дэнни Айронстоун, Линда Маккрэри, Альфред Маккрэри | 3:37         |
| 5. | «We Got Each Other»         | Алан Бабофф, Чака Хан, Фред Ледерман                             | 3:56         |

| №   | Название                                             | Автор(ы)                                               | Длительность |
| --- | ---------------------------------------------------- | ------------------------------------------------------ | ------------ |
| 6.  | «And the Melody Still Lingers On (Night in Tunisia)» | Чака Хан, Ариф Мардин, Диззи Гиллеспи, Фрэнк Папарелли | 5:04         |
| 7.  | «Night Moods»                                        | Джерри Раговой                                         | 4:21         |
| 8.  | «Heed the Warning»                                   | Эллисон Чейз, Артур Джейкобсон, Чака Хан, Марк Стивенс | 4:32         |
| 9.  | «Father He Said»                                     | Дебора Эш, Майк Кампанья                               | 3:52         |
| 10. | «Fate»                                               | Доместик Бугатти, Фрэнк Мускер                         | 3:14         |
| 11. | «I Know You, I Live You» (Reprise)                   | Чака Хан, Ариф Мардин                                  | 1:22         |

## Позиции в хит-парадах
| Хит-парад (1981)                       | Высшая позиция |
| -------------------------------------- | -------------- |
| Новая Зеландия (RMNZ)                  | 42             |
| США (Billboard 200)                    | 17             |
| США (Billboard Top R&B/Hip-Hop Albums) | 2              |

## Сертификации
| Регион                                                       | Сертификация | Продажи  |
| ------------------------------------------------------------ | ------------ | -------- |
| США (RIAA)                                                   | Золотой      | 500 000^ |
| * Данные о продажах приведены только на основе сертификации. |              |          |